# 青島大明
青島 大明（あおしま だいめい、旧姓:隋、1960年 - ）は気功師、世界医学気功学会、特邀気功専家、大明気功院院長。中華人民共和国・北京市出身。

## 経歴
1960年に北京で生まれる。幼少の頃から八卦掌・太極拳などの家伝の健康法を学び、賈永斌（ジャユンビン）師や大雁功の楊梅君（ヤンメイヂュン）師、祝由科の黄茂祥（ファンマオシャン）師などの気功師と出会い、気功を修行し、1976年より気功施術・指導を始める。
気功が発祥した中国において、政府から認められた医学気功の学会で、世界20数ヶ国の気功師や気功を研究する医師や科学者、気功の愛好者などが参加している世界医学気功学会が招聘した気功の特邀気功専家（スペシャル・エキスパート）14名の中の一人として、様々な難病を研究・施術している。
- 1982年、来日。
- 1987年、高知大明気功道会を主宰。
- 1989年、国立高知大学人文学部経済学科卒業。中国気功科学研究会諮詢服務中心高級気功師。中国大雁功科研中心 名誉理事長。
- 1990年、横浜にて大明気功会を主宰。
- 1995年、週刊紙「チャイニーズ・ドラゴン」医学顧問。
- 1998年、世界医学気功学会 特邀気功専家。
- 1999年、大明気功院院長 日中健康推進学院副院長。中国国立北京中医薬大学 日本分校 客員講師として「気功治療学」を指導。
- 2006年、世界医学気功学会理事会 常務理事および副秘書長に招聘される。

## 発表論文
世界医学気功学会
- なぜ気功を研究するのか 1999年11月
- 応用「気の医学」---日本における気功 2004年5月
- 気功による、脳や中枢神経に影響する「情報」的な病気の克服 2007年11月

- 精神障害：境界性人格障害、不安神経症、認知症、自閉症、精神発達遅滞、癲癇、化学物質過敏症及び電磁波過敏症等の症例より-
- 癌（ガン）に作用する"気の情報（感情など）" 2009年11月

その他の論文
- 気功による癌（ガン）の克服 2006年6月発表、2008年12月加筆

## 著書
＜以下、すべて講談社刊＞
- 病気がすべて治る「気」の医学 2002年8月（文庫版 病気がすべて治る「気」の医学 2007年1月）
- DVDブック 病気を自分で治す「気」の医学 2003年4月
- からだを自分で変える「気」の医学 2003年10月
- 「気」の医学で難病・奇病を治る 2005年1月
- 「美人」気功 2008年2月
- 病を治す哲学—伝説的医書『黄帝内経』の驚異- 2009年5月
- 食べ方＋運動『治す・防ぐ・若返る健康医学事典』—こころ力・能力編— 2006年10月（総監修:日野原重明、監修・指導：青島大明 パート6 元気回復・気力充実「うつ気分を解消し、こころの病を防ぐ」）